# Xylotrechus brevicornis
Xylotrechus brevicornis là một loài bọ cánh cứng trong họ Cerambycidae.